# Magnetisørens femte vinter
Pour plus de détails, voir Fiche technique et Distribution.
Magnetisørens femte vinter ([Le Cinquième hiver du magnétiseur], The Magnetizer’s Fifth Winter) est un film dramatique dano-norvégien-suédois écrit et réalisé par Morten Henriksen et sorti en 1999. Le scénario du film est basé sur le roman du même nom de Per Olov Enquist.

## Synopsis
En 1819, Friedrich Meisner, un magnétiseur et guérisseur allemand arrive dans une petite ville du nord de la Suède où vit le Dr Selander avec Maria, sa fille aveugle. Le magnétiseur affirme qu'il peut guérir la cécité et convainc le médecin de traiter la fille. Le traitement réussit et le magnétiseur commence de pratiquer dans la ville, mais tout ne se passe pas comme il faudrait. Maria tombe amoureuse du magnétiseur charismatique et de sombres secrets et des souvenirs refoulés commencent à émerger.

## Fiche technique
- Titre original : 
  - danois : Magnetisørens femte vinter 
  - suédois : Magnetisörens femte vinter
- Réalisation : Morten Henriksen
- Scénario : Morten Henriksen,  d'après le roman du même nom de Per Olov Enquist
- Photographie : Dirk Brüel
- Montage : Ghita Beckendorff
- Musique : Arild Andersen, Hans-Erik Philip, Øystein Sevåg
- Costumes : Katja Watkins
- Production : Lise Lense-Møller
- Pays de production : Suède, Danemark, Norvège
- Langue originale : suédois, danois, norvégien
- Format : couleur
- Genre : drame
- Durée : 123 minutes
- Dates de sortie :  
  - Norvège : 12 février 1999
  - Danemark : 26 février 1999

## Distribution
- Rolf Lassgård : Dr. Selander
- Ole Lemmeke : Friedrich Meisner
- Johanna Sällström : Maria
- Gard B. Eidsvold : Dr. Stenius
- Robert Skjærstad : Vævaren
- Björn Granath : Landshøvding Aspelin
- Stina Ekblad : la gouvernante (Husholdersken)
- Erland Josephson : Hr. Hofverberg
- Lena Nilsson : Fru Hofverberg
- Måns Westfelt : Hr. Krüger
- Bergljót Arnadóttir : Helena Bolin
- Eva Röse : Sofie med vorterne
- Börje Ahlstedt : Apotekaren
- Malin Cederblad : Eva-Stina

## Récompenses et distinctions
- (en) Magnetisørens femte vinter: Awards, sur l'Internet Movie Database